# Villa rustica (Greetwell)
Die Villa Rustica von Greetwell war ein römischer Gutshof (Villa rustica) bei Greetwell (aber nicht mehr auf der Gemarkung der Gemeinde), nahe bei Lincoln in der Grafschaft Lincolnshire, im Osten Englands.
Die Villa lag in der Antike etwa 2,5 Kilometer östlich von Lindum Colonia, dem späteren Lincoln. Die Stadt war seit dem Ende des dritten Jahrhunderts n. Chr. Hauptstadt der neu eingerichteten Provinz Flavia Caesariensis.
Die Villa wurde 1884 beim Eisenbergbau entdeckt. Benjamin Ramsden, Leiter des Eisenabbaues, war an den Ruinen der Villa interessiert und zeichnete die wichtigsten Funde und vor allem einen Großteil der Mosaiken. Seine Aufzeichnungen befinden sich heute im Lincoln Museum. Viele Räume ohne Mosaiken wurden jedoch nicht ausgegraben, so dass nur ein unvollständiger Plan der Villa überliefert ist. Ramsden klagte, dass die Bürger von Lincoln nur wenig Interesse an den Resten zeigten. Keines der Mosaiken wurde gehoben und die Reste der ganzen Villa wurden deshalb in den folgenden Jahren Opfer des Eisenbergbaues.
Nach den Aufzeichnungen hatte die Villa einen 86 Meter langen Portikus, der mit einfachen Mosaiken dekoriert war. Am westlichen Ende davon befand sich ein Bad, deren Räume auch Mosaiken hatten. Die Villa hatte zwei weitere Flügel, die vielleicht im Norden einen Hof umschlossen und Portiken hatten. Beide Portiken waren wiederum mit Mosaiken ausgestattet.
Insgesamt nahmen die Mosaiken der Villa eine Fläche von mindestens 745 Quadratmeter ein. Nach dem Fishbourne Roman Palace (etwa 1300 Quadratmeter Mosaikfläche) ist das die größte bekannte Fläche von Mosaiken im römischen Britannien. Die Villa war deshalb offensichtlich keine „gewöhnliche“ Villa. Hier residierte vielleicht ein hoher Funktionär in der Verwaltung der Provinz Flavia Caesariensis. Die Münzfunde deuten an, dass die Villa seit dem ersten Jahrhundert n. Chr. im Betrieb war. Es gibt kaum Münzen aus der zweiten Hälfte des dritten Jahrhunderts, während zahlreiche Münzen in die erste Hälfte des vierten Jahrhunderts datieren. Aus dieser Zeit stammen wahrscheinlich auch die Mosaiken.